# Gary Paffett
Gary Paffett (Bromley, Inglaterra, Reino Unido; 24 de marzo de 1981) es un piloto de automovilismo británico. Desde 2003 corre para la marca Mercedes-Benz en el Deutsche Tourenwagen Masters, donde resultó campeón en 2005 y 2018 y subcampeón en 2004, 2009, 2010 y 2012. A octubre de 2018 ha logrado 23 victorias en dicha categoría.

## Carrera
Paffett progresó por el karting y la Fórmula Vauxhall Junior en el Reino Unido, ganando el premio Piloto Joven McLaren F1 Team Autosport BRDC del Año 1999. En 2000 fue campeón de la clase nacional de la Fórmula 3 Británica. Luego disputó la Fórmula 3 Alemana, donde resultó sexto en 2001 y campeón en 2002.
El británico consiguió una butaca en el equipo Brand de la Fórmula 3000 Internacional para la temporada 2003, pero el equipo se retiró del certamen luego de la primera fecha. Mercedes-Benz lo fichó para correr para el equipo Rosberg con un Mercedes-Benz Clase CLK del año anterior. Puntuó en dos de las ocho fechas que disputó y finalizó 11º en el campeonato.
En 2004, Paffett ingresó al equipo oficial HWA, para el que corrió con un Mercedes-Benz Clase C nuevo. Con cuatro victorias y seis podios, resultó subcampeón por detrás de Mattias Ekström, rival de Audi. Probó para el equipo de Fórmula 1 McLaren Mercedes a fines de temporada, pero el rumor de que en 2005 iba a correr con Sauber no se hizo realidad. No todo se perdió ese año para Gary, dado que se alzó con el título del DTM frente a Ekström con cinco triunfos y nueve podios en 11 carreras.
En diciembre de 2005, el británico dio el salto a la Fórmula 1 al convertirse en piloto probador de McLaren junto a Pedro Martínez de la Rosa para 2006, con la perspectiva de convertirse en titular en 2007. Sin embargo, el campeón de la GP2 Lewis Hamilton consiguió dicha plaza.
Paffett continuó como probador de McLaren en temporadas sucesivas. Ha combinado dicho papel con el de piloto de Mercedes-Benz en el DTM. En 2007 se unió al equipo Persson, donde contó con un modelo del año anterior. Ese año se convirtió en el primer piloto de la era moderna del DTM en vencer con una máquina antigua, y finalizó noveno en la tabla final con cinco resultados puntuables. Continuó en Persson en 2008, otra vez con un Mercedes-Benz del año anterior. Logró cuatro cuartos puesto, un séptimo y un octavo, resultados que le significaron terminar nuevamente en la novena posición.
HWA contrató nuevamente a Paffett para la temporada 2009 del DTM. Venció en cuatro carreras y obtuvo el subcampeonato, siendo derrotado por Timo Scheider de Audi. En 2010 logró tres victorias y vinco podios, pero su compañero de equipo Paul di Resta nuevamente lo relegó al subcampeonato.
En la temporada 2011, Paffett finalizó séptimo en el campeonato con 25 puntos y ningún podio, quedando tercero mejor dentro de Mercedes-Benz. En 2012 volvió a disputar el certamen al obtener dos victorias y seis podios, pero llegó segundo en la fecha final y el vencedor Bruno Spengler se alzó con el triunfo y el título, de modo que el británico terminó segundo en el campeonato por cuarta vez.
En su quinto año consecutivo con HWA en el DTM 2013, el británico logró una victoria, un cuarto puesto, un quinto y dos sextos. Así, culminó sexto en la tabla general. En 2014 tuvo su peor actuación desde su debut, al terminar penúltimo en la clasificación general con un octavo puesto como mejor resultado.

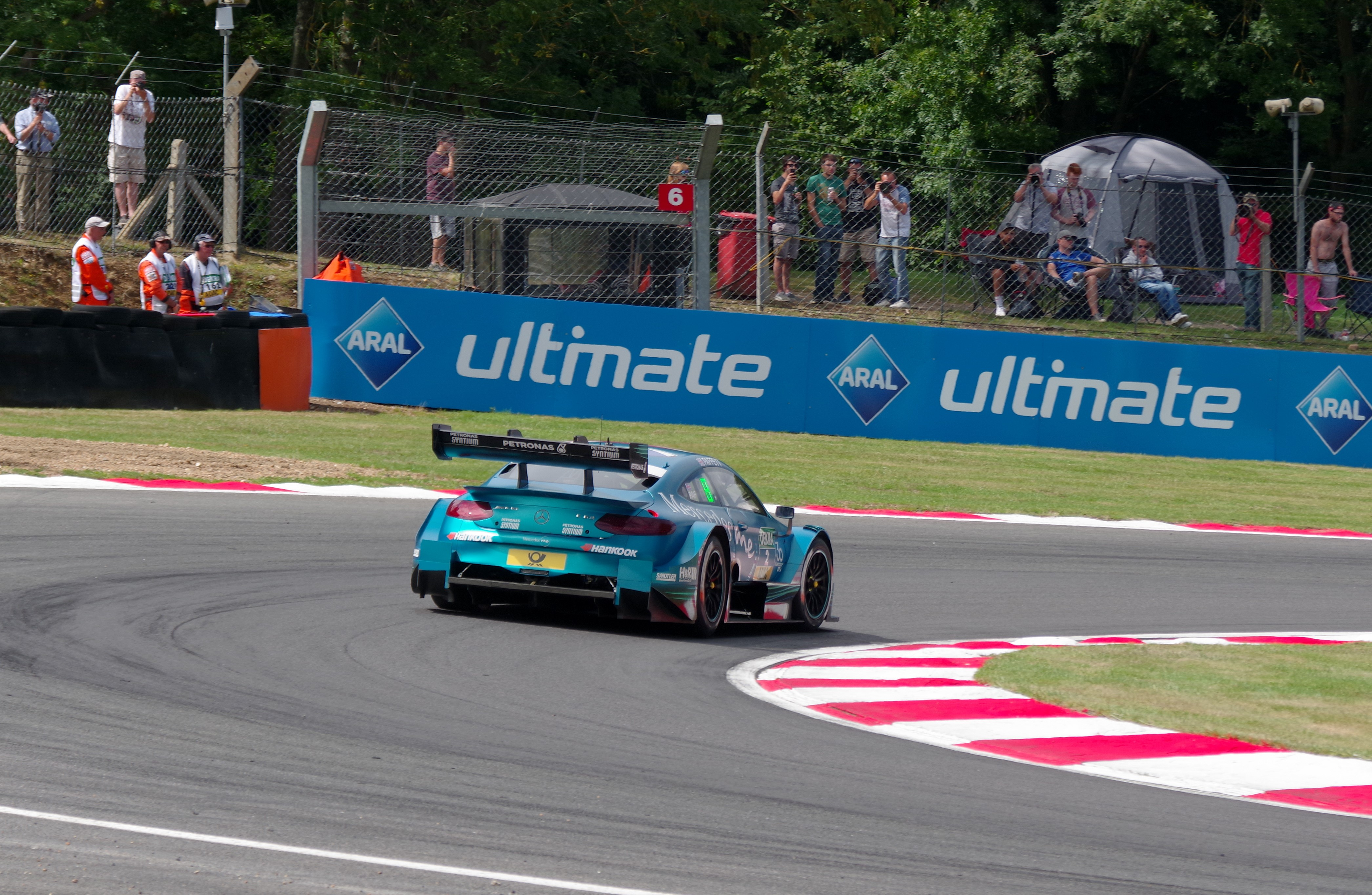
Gary Paffett en Brands Hatch 2018.

En 2015, Paffett se desvinculó de McLaren, que pasará a llevar motores Honda, tras 9 años como probador de la escudería. En tanto a su campaña en DTM, corriendo para el nuevo equipo ART, logró tres podios y 10 resultados puntuables en 18 fechas para terminar noveno en el campeonato. En 2016, obtuvo un segundo lugar, un tercero y dos cuartos, de forma que resultó 11º en la tabla general del DTM. También fue piloto invitado en las 24 Horas de Spa, pilotando un Mercedes-AMG GT3 de HTP, donde terminó quinto absoluto junto con Maximilian Götz y Thomas Jäger.
Pasando al equipo AMG, Paffett puntuó en 14 carreras en 2017, incluyendo un segundo puesto, resultando décimo en DTM. En 2018, en la primera fecha del campeonato en Hockenheim consiguió su primera victoria desde 2013. También triunfo en Lausitz 2 y Zandvoort 1, además de obtener tres segundos lugares y cuatro terceros. De esta forma se coronó campeón por segunda vez de la categoría, por solo cuatro puntos por encima de su máximo perseguidor, Rene Rast.

## Resultados

### Fórmula E
(Clave) (negrita indica pole position) (cursiva indica vuelta rápida)

| Año         | Equipo      | 1       | 2       | 3      | 4      | 5     | 6       | 7       | 8     | 9      | 10     | 11     | 12     | 13     | Pos. | Puntos |
| ----------- | ----------- | ------- | ------- | ------ | ------ | ----- | ------- | ------- | ----- | ------ | ------ | ------ | ------ | ------ | ---- | ------ |
| 2018-19     | HWA Racelab | ALD Ret | MAR Ret | SAN 14 | MEX 16 | HKG 8 | SNY Ret | ROM Ret | PAR 8 | MON 12 | BER 16 | BRN 17 | NYC 11 | NYC 10 | 19.º | 9      |
| Referencia: |             |         |         |        |        |       |         |         |       |        |        |        |        |        |      |        |